# 유도 코일

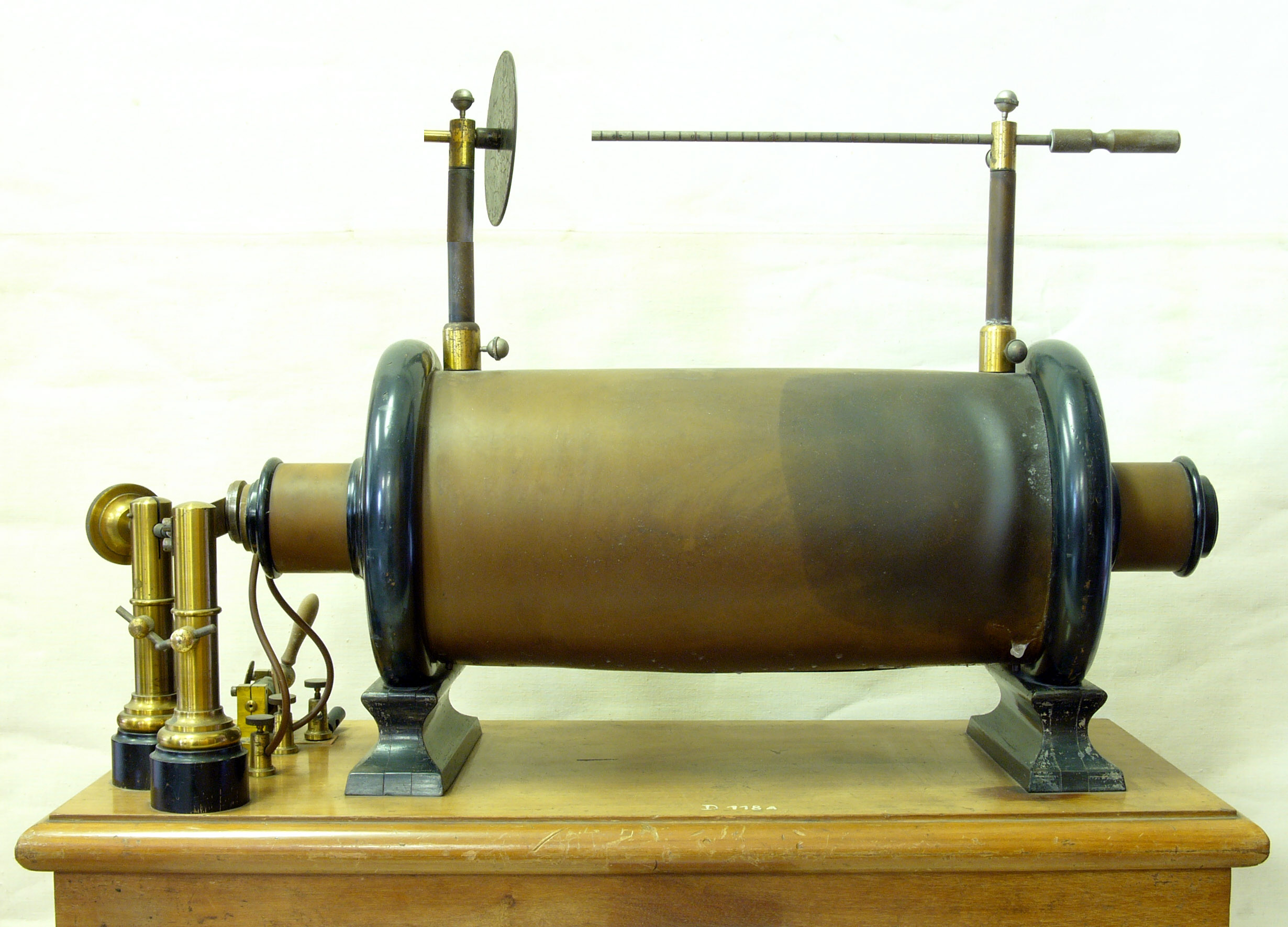
1900년 경의 고대 유도 코일 (독일)

유도 코일(induction coil, 인덕션 코일) 또는 스파크 코일(spark coil)은 저전압 직류(DC) 공급 장치에서 고전압 펄스를 생성하는 데 사용되는 전기 변압기의 한 유형이다. 2차 코일에 전압을 유도하는 데 필요한 자속 변화를 생성하기 위해 1차 코일의 직류는 차단기라고 불리는 진동하는 기계적 접점에 의해 반복적으로 차단된다. 1836년 아일랜드계 카톨릭 신부 니콜라스 칼란(Nicholas Callan)이 찰스 그래프턴 페이지(Charles Grafton Page) 등의 추가 연구를 통해 발명한 유도 코일은 최초의 변압기 유형이었다. 이는 1880년대부터 1920년대까지 엑스레이 기계, 스파크 갭 무선 송신기, 아크 조명 및 돌팔이 의료 전기 치료 장치에 널리 사용되었다. 오늘날 일반적으로 사용되는 유일한 용도는 내연기관의 점화 코일과 유도 시연을 위한 물리학 교육이다.

## 같이 보기
- 점화 코일
- 변압기
- 테슬라 코일
- 패러데이 전자기 유도 법칙
- 유도자
- 자기장